# Piton de Crac
Pour les articles homonymes, voir Piton (homonymie).
Le piton de Crac est un sommet montagneux de l'île de La Réunion, département d'outre-mer français dans l'océan Indien. Situé sur le territoire communal de Sainte-Rose, il culmine à 1 386 mètres d'altitude dans le nord-est de l'Enclos Fouqué, la dernière caldeira formée par le piton de la Fournaise, au cœur du massif du Piton de la Fournaise. L'explorateur Jean-Baptiste Bory de Saint-Vincent passa à son pied lorsqu'il entreprit et réussit la première ascension du cône principal du volcan depuis le Grand Brûlé, et il fit l'hypothèse que le piton de Crac s'était formé par effondrement d'un rempart le liant autrefois au piton de Jouvancourt.
À son pied, une source de très faible débit a été recensée. La base de son flanc nord a été datée à 13 400 ans.

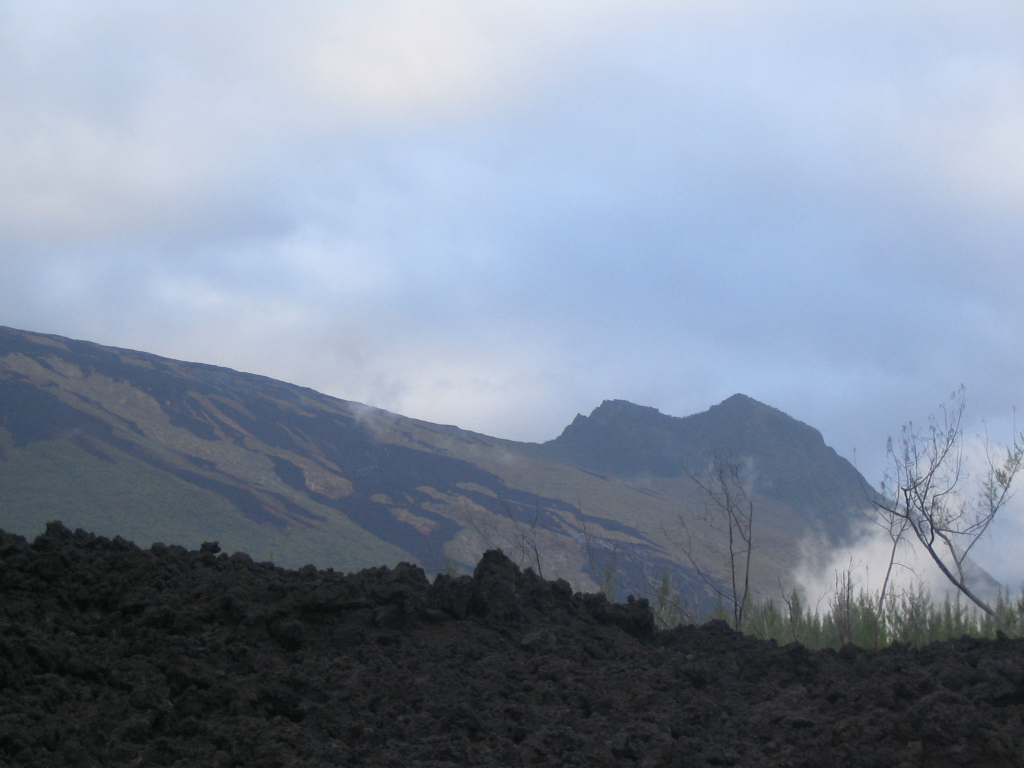
Les Grandes Pentes vues depuis une coulée de lave solidifiée ayant atteint le Grand Brûlé avec le piton de Crac sur la droite.